# Wilhelmstraße (Wiesbaden)
Wilhelmstraße è un boulevard della città di Wiesbaden, capitale dello stato della Assia, e una strada degli acquisti più elegante della Germania.